# 塩田卓爾
塩田 卓爾（しおた たくじ、旧字体：盬田、1912年（明治45年）5月26日 - 1996年（平成8年）4月17日 ）は、日本の大蔵官僚でもあり、実業家である。国内セラミックス大手3社の一角であった九州耐火煉瓦（現：黒崎播磨）の代表取締役社長を務めた。その後、同社の会長、相談役となる。岡山県高梁市出身。

## 経歴

### 生い立ち
1912年（明治45年）現在の岡山県高梁市にて出生。地元の旧制岡山県立高梁中学（現：岡山県立高梁高等学校）へ進学し、同期には、陸上選手で研究者の柳井深造がいる。1930年（昭和5年）同校を卒業し、第六高等学校理科甲類へ進学するが、その後、途中で大病を患って退学。
3年後の1933年、塩田は理系から文転し、第六高等学校文科甲類へ再入学する。その後、同校を卒業し、1936年（昭和11年）東京帝国大学経済学部へ進学する。1939年（昭和14年）3月、同大学を26歳で卒業する。

### 実業家として
大学卒業後、大日本麦酒へ入社するが、半年で退社する。そして、意を決して海を飛び越え、中国聯合準備銀行で銀行員となるも、日本が第二次世界大戦で敗戦したため、終戦後帰国する。日本へ帰国後、大蔵省へ入省し官僚となり、埼玉県川越市に居住するが、1949年（昭和24年）5月31日に不運にも公職追放となる。
そのため、塩田は岡山県へ帰郷し、備前市に本社を置く、国内セラミックス大手3社の一角であった九州耐火煉瓦工業（会社の創業地は現在の福岡県北九州市）の門山工場へ再就職する。その後、同社の総務部長となり、1964年（昭和39年）52歳のときに取締役兼総務部長となった。
1967年（昭和42年）には、55歳で九州耐火煉瓦の常務取締役となる。1971年（昭和46年）59歳のとき同社専務となり、社長の長崎勧が1977年（昭和52年）に同社の会長となったことを受けて、塩田が65歳のとき九州耐火煉瓦の社長に就任する。1982年（昭和57年）、窯業（セラミック）協会の副会長となる。1985年（昭和60年）73歳のとき、同社の会長職に就任した。
会長になった塩田は、日本経済新聞社の取材のときに、自身の人生を振り返り、「私は東大"不経済学部"卒業」と苦笑いして答えていた。これは、旧制高校時代に、病気を患い一度中退し、再入学、塩田が東大へ進学したときには、六高入学同期は、すでに帝大を卒業しており、旧制中高帝大と学費が高く、実家の家計へ負担が大きかったことに由来している。
1996年（平成8年）4月17日、83歳で死去。この後、2007年（平成19年）8月、九州耐火煉瓦が株式交換により、黒崎播磨の完全子会社となる。そして、2012年（平成24年）7月、九州耐火煉瓦を黒崎播磨が吸収合併し、同社の備前工場となっている。

## 略歴
- 1912年5月 岡山県高梁市で出生
- 1930年3月 旧制岡山県立高梁中学（現：岡山県立高梁高校）を卒業
- 1930年4月 第六高等学校理科甲類へ進学、その後病気で中退
- 1933年4月 文転し再度、第六高等学校文科甲類へ進学
- 1936年3月 六高を卒業
- 1936年4月 東京帝国大学経済学部へ進学
- 1939年3月 26で東大を卒業
- 1939年4月 大日本麦酒へ入社、半年で中国聯合準備銀行へ転職
- 1945年9月 日本敗戦後、33歳で日本へ帰国、大蔵官僚となる
- 1949年5月 37歳のとき公職追放、岡山へ帰郷する
- 1949年 九州耐火煉瓦工業へ就職
- 1964年 52歳で同社取締役・総務部長へ就任
- 1967年 55歳で同社常務取締役へ就任
- 1971年 59歳で同社専務取締役へ就任
- 1977年 65歳で同社代表取締役社長へ就任
- 1982年 セラミック協会の副会長を務める
- 1985年 73歳で社長退任、同社会長職へ就任
- 1996年4月 83歳で死去